# Daytime Emmy Awards 1977
La cerimonia della 4ª edizione dei Daytime Emmy Awards (4th Daytime Emmy Awards) si è tenuta nel 1977 e ha premiato i migliori programmi e personaggi televisivi del 1976.
La cerimonia ha avuto luogo al Green Restaurant sito in Central Park a New York ed è stata presentata da Peter Marshall, Chuck Woolery, Victoria Wyndham, Jack Gilford e Soupy Sales.

## Daytime Emmy Awards

### Soap opera

#### Miglior serie drammatica
- I Ryan (Ryan's Hope), trasmessa dalla ABC
  - Ai confini della notte (The Edge of Night), trasmessa dalla ABC
  - Destini (Another World), trasmessa dalla NBC
  - Il tempo della nostra vita (Days of Our Lives), trasmessa dalla NBC
  - La valle dei pini (All My Children), trasmessa dalla ABC

#### Miglior attore protagonista in una serie drammatica
- Val Dufour, per aver interpretato John Wyatt in Aspettando il domani (Search for Tomorrow)
  - Farley Granger, per aver interpretato Will Vernon in Una vita da vivere (One Life to Live)
  - Larry Haines, per aver interpretato Stu Bergman in Aspettando il domani
  - Larry Keith, per aver interpretato Nick Davis in La valle dei pini
  - James Pritchett, per aver interpretato Matt Powers in The Doctors

#### Miglior attrice protagonista in una serie drammatica
- Helen Gallagher, per aver interpretato Maeve Ryan ne I Ryan
  - Nancy Addison, per aver interpretato Jill Coleridge ne I Ryan
  - Beverlee McKinsey, per aver interpretato Iris Carrington in Destini
  - Mary Stuart, per aver interpretato Joanne Gardner in Aspettando il domani
  - Ruth Warrick, per aver interpretato Phoebe Tyler in La valle dei pini

#### Miglior regista o team di registi di una serie drammatica[2]
- Lela Swift per I Ryan
  - Joseph Behar per Il tempo della nostra vita
  - Ira Cirker  per Destini
  - Paul E. Davis e Leonard Valenta per Così gira il mondo (As the World Turns)
  - Al Rabin per Il tempo della nostra vita
  - John Sedwick per Ai confini della notte

#### Miglior team di sceneggiatori di una serie drammatica
- Claire Labine, Paul Avila Mayer e Mary Ryan per I Ryan
  - Sheri Anderson, William J. Bell, Wanda Coleman, Pat Falken Smith, Kay Lenard, Bill Rega e Margaret Stewart per Il tempo della nostra vita
  - Theodore Apstein, Ralph Ellis, Eugenie Hunt, Robert Soderberg, Edith R. Sommer, Gillian Spencer per Così gira il mondo
  - Barry Berg, Kathy Callaway, Arthur Giron, Tom King, Harding Lemay, Jan Merlin e Peter Swet per Destini
  - Kathryn McCabe, Agnes Nixon, Wisner Washam, Mary K. Wells e Jack Wood per La valle dei pini

### Serie e programmi speciali

#### Miglior serie d'intrattenimento per ragazzi
- Special Treat per l'episodio Big Henry and the Polka Dot Kid, trasmessa dalla NBC
  - ABC Afterschool Specials per l'episodio Francesca, Baby, trasmessa dalla ABC
  - ABC Afterschool Specials per l'episodio Blind Sunday, trasmessa dalla ABC
  - ABC Afterschool Specials per l'episodio P.J. and the President's Son, trasmessa dalla ABC
  - The CBS Festival of Lively Arts for Young People per l'episodio The Original Rompin' Stompin' Hot And Heavy, Cool And Groove All Star Jazz Show, trasmessa dalla CBS
  - Special Treat per l'episodio Luke Was There, trasmessa dalla NBC
  - Special Treat per l'episodio A Piece of Cake, trasmessa dalla NBC

#### Miglior serie o programma informativo speciale per ragazzi
- ABC Afterschool Specials per l'episodio My Mom's Having a Baby, trasmessa dalla ABC

### Programmi d'intrattenimento

#### Miglior talk show, programma d'informazione o altro programma d'intrattenimento
- The Merv Griffin Show, trasmesso in syndication
  - Dinah!, trasmesso dalla CBS
  - The Gong Show, trasmesso dalla NBC
  - The Mike Douglas Show, trasmesso in syndication

#### Miglior game show
- Family Feud, trasmesso dalla ABC
  - The $20,000 Pyramid, trasmesso dalla ABC
  - Hollywood Squares, trasmesso dalla NBC
  - Match Game, trasmesso dalla CBS
  - Tattletales, trasmesso dalla CBS

#### Miglior programma per bambini
- Zoom, trasmesso dalla PBS
  - Captain Kangaroo, trasmesso dalla CBS
  - Once Upon a Classic per gli episodi David Copperfield, Heidi e The Prince and the Pauper, trasmesso dalla PBS

#### Miglior programma educativo per bambini
- The Electric Company, trasmesso dalla PBS
  - ABC Minute Magazine, trasmesso dalla ABC
  - Animals, Animals, Animals, trasmesso dalla ABC
  - Schoolhouse Rock!, trasmesso dalla ABC

#### Miglior presentatore di un talk show, un programma d'informazione o altro programma d'intrattenimento
- Phil Donahue, per aver presentato The Phil Donahue Show
  - Dinah Shore, per aver presentato Dinah!
  - Mike Douglas, per aver presentato The Mike Douglas Show
  - Merv Griffin, per aver presentato The Merv Griffin Show

#### Miglior presentatore di un game show
- Bert Convy, per aver presentato Tattletales
  - Dick Clark, per aver presentato The $20,000 Pyramid
  - Gene Rayburn, per aver presentato Match Game

#### Miglior regista di un talk show, un programma d'informazione o altro programma d'intrattenimento
- Don Roy King per The Mike Douglas Show
  - Dick Carson per The Merv Griffin Show
  - John Dorsey per The Gong Show
  - Glen Swanson per Dinah!

#### Miglior regista di un game show
- Mike Gargiulo per The $20,000 Pyramid
  - Joseph Behar per Let's Make a Deal